# SATAP
SATAP (Società Autostrada Torino-Alessandria-Piacenza S.p.A.) (pl. Spółka Autostrada Turyn-Alessandria-Piacenza) – włoska spółka będąca koncesjonariuszem dwóch fragmentów autostrad w północnych regionach kraju: Piemoncie i Lombardii. Obecnie spółka jest operatorem autostrady A4 na odcinku Turyn – Mediolan (do końca 2026) oraz autostrady A21 między Turynem a Piacenzą (do czerwca 2017). Siedzibą spółki znajduje się w Rondissone. SATAP należy do grupy ASTM, która posiada 99,5% jego akcji.